# Opius nigritellae
Opius nigritellae är en stekelart som beskrevs av Fischer 1964. Opius nigritellae ingår i släktet Opius och familjen bracksteklar. Inga underarter finns listade i Catalogue of Life.